# Hans von Judenburg

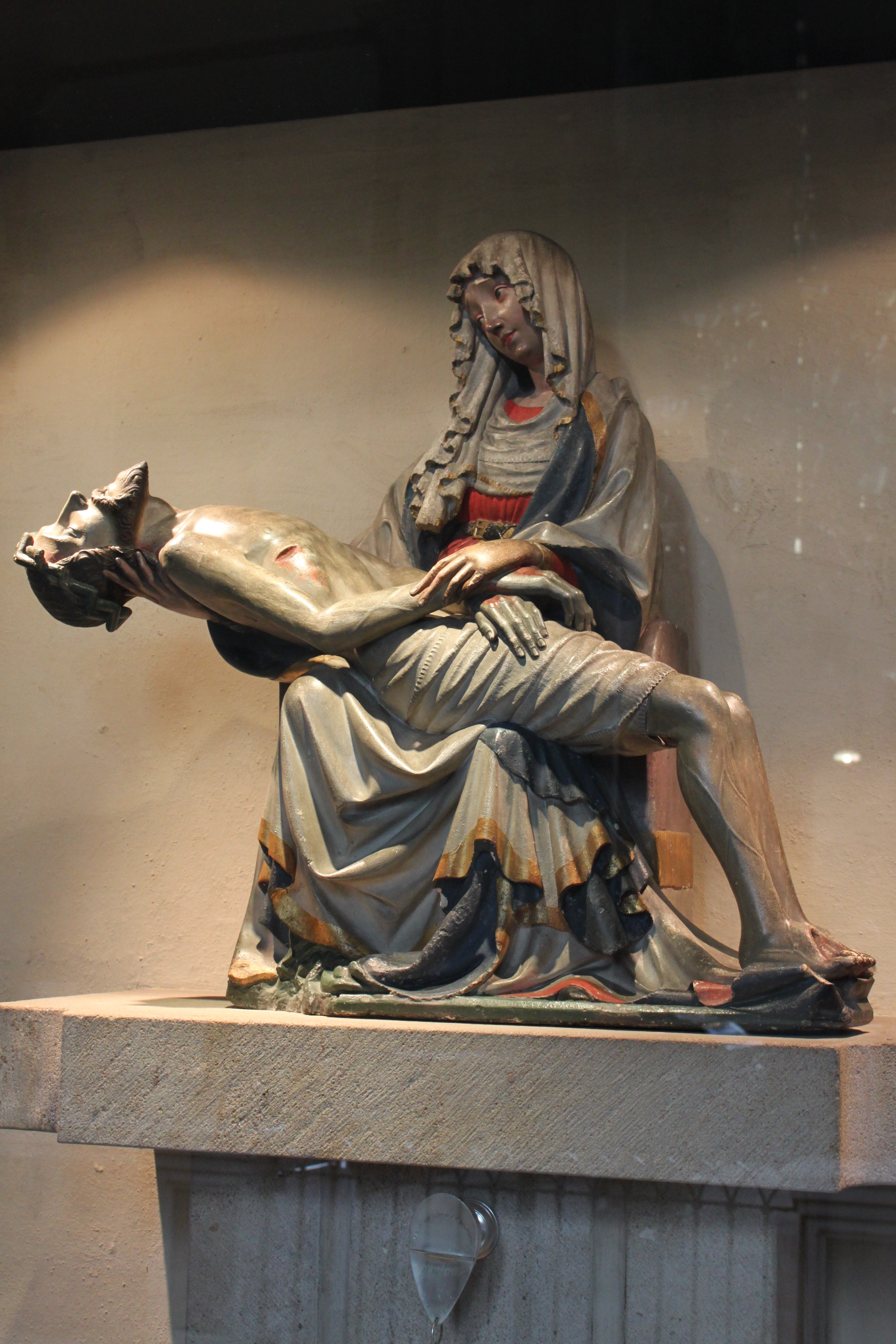
Hans von Judenburg – Pietà in der Bozner Pfarrkirche

Hans von Judenburg war ein österreichischer Maler und Bildschnitzer.

## Leben
Hans von Judenburg arbeitete als Maler und Bildschnitzer von 1411 bis 1424 in Judenburg und in Bozen. Er gilt als Vertreter des spätgotischen weichen Stils.
Die Zuordnung seiner Werke zu Hans von Tübingen und dem Meister von Großlobming wurde verworfen.
Von besonderer Bedeutung ist der von ihm gefertigte ehemalige Flügelaltar der Marienpfarrkirche Bozen, der nur in Teilen erhalten und auf mehrere Standorte verstreut ist. Der 1421 hierfür von maister Hans maler von Judenburg mit Heinrich Schidmann, dem Bozner Kirchpropst, geschlossene Vertrag (geding und taiding) hat sich hingegen als Abschrift erhalten.

## Werke
- um 1420 Madonna mit Kind in der Pfarrkirche Judenburg
- 1421/23 Ehemaliger Hochaltar der Pfarrkirche Bozen, dessen skulpturaler Schmuck sich in diversen Museen in München, Nürnberg, Köln und Agram befinden.

## Kopien
- Eine Glocke aus 1504 der Pfarrkirche Oppenberg zeigt Reliefmodelle seiner Werkstätte.[3]